# 36è Festival Internacional de Cinema de Moscou
El 36è Festival Internacional de Cinema de Moscou es va celebrar entre el 19 i el 28 de juny de 2014. El director de cinema rus Gleb Panfilov fou el president del jurat principal. El documental de Gabe Polsky Red Army fou seleccionat per obrir el festival i la pel·lícula de Matt Reeves' Dawn of the Planet of the Apes per clausurar-lo.
La pel·lícula japonesa Watashi no Otoko va guanyar el Jordi d'Or.

## Jurat
Competició principal
- Gleb Panfilov (president) (director rus)
- Abderrahmane Sissako (director maurità)
- Franziska Petri (actriu alemanya)
- Levan Koguashvili (director georgià)
- Laurent Danielou (productor francès)

Competició documental
- Sean McAllister (president) (cineasta britànic)
- Amir Labaki (director brasiler)
- Alina Rudnitskaia (directora russa)

Jurat FIPRESCI
- Gideon Kouts (President) (França)
- Andres Nazarala (Xile)
- Rita di Santo (Regne Unit)
- Caroline Weidner (Alemanya)
- Olga Surkova (Rússia)

## Pel·lícules en competició
Les següents pel·lícules foren seleccionades per la competició:
| Títol original         | Director(s)                     | País de producció                                         |
| ---------------------- | ------------------------------- | --------------------------------------------------------- |
| Beti and Amare         | Andy Siege                      | Romania, Espanya, Estats Units, Canadà, Alemanya, Etiòpia |
| Ir Mikalat             | Amikam Kovner                   | Israel                                                    |
| Traumland              | Petra Volpe                     | Alemanya, Suïssa                                          |
| Gözümün Nûru           | Hakki Kurtulus, Melik Saracoglu | Turquia                                                   |
| Belyy yagel            | Vladimir Tumayev                | Rússia                                                    |
| Hardkor Disko          | Krzysztof Skonieczny            | Polònia                                                   |
| Braty. Ostannya spovid | Victoria Trofimenko             | Ucraïna                                                   |
| Da i Da                | Valeriya Gai Germanika          | Rússia                                                    |
| Watashi no Otoko       | Kazuyoshi Kumakiri              | Japó                                                      |
| Oi aisthimaties        | Nicholas Triandafyllidis        | Grècia                                                    |
| Anar Haye Naras        | Majid-Reza Mostafavi            | Iran                                                      |
| Reporter               | Thijs Gloger                    | Països Baixos                                             |
| Joryu Ingan            | Yeon-Shick Shin                 | Corea del Sud                                             |
| Alles Inklusive        | Doris Dörrie                    | Alemanya                                                  |
| La ritournelle         | Marc Fitoussi                   | França                                                    |
| A Most Wanted Man      | Anton Corbijn                   | Regne Unit, Estats Units, Alemanya                        |

## Premis
El jurat va atorgar els següents premis:
- Jordi d'or a la millor pel·lícula : Watashi no Otoko de Kazuyoshi Kumakiri
- Premi Especial del Jurat : Gözümün Nûru de Melik Saracoglu i Hakki Kurtulus
- Jordi de Plata al millor director : Valeria Gai Germanica per Da i Da
- Jordi de Plata al millor actor : Tadanobu Asano per Watashi no Otoko
- Jordi de Plata a la millor actriu : Natalka Polovinka per Braty. Ostannya spovid
- Jordi de Plata a la millor pel·lícula documental: Deep Love de Jan P. Matuszynski ( Polònia)
- Premi al Millor Curtmetratge : 14 Steps de Max Shavkin ( Rússia)
- Premi Especial per la contribució al cinema mundial : Gleb Panfilov
- Premi Stanislavski: Inna Txurikova